# Jamba
Nezaměňovat s portugalským fotbalistou a reprezentantem jménem João Pedro da Silva Pereira (* 1984).
João Pereira, známější jako Jamba (* 10. července 1977, Benguela) je bývalý angolský fotbalový obránce a reprezentant, za nějž hrál i na mistrovství světa ve fotbale 2006 v Německu.
Hráčova přezdívka Jamba znamená v jazyce Umbundu, kterým se mluví v jižní Angole, slon.